# Ole Lilloe-Olsen
Ole Andreas Lilloe-Olsen (Oslo, 27 aprile 1883 – Oslo, 29 aprile 1940) è stato un tiratore a segno norvegese che ha gareggiato nei primi anni del XX secolo nel tiro con la carabina. Con le sue cinque medaglie d'oro ed una medaglia d'argento è lo sportivo norvegese con il maggior numero di medaglie alle Olimpiadi estive, tutte vinte nella specialità del bersaglio mobile.
Ha partecipato alle Olimpiadi di Anversa 1920 vincendo la medaglia d'oro nei bersaglio mobile 100 metri colpo doppio sia nell'individuale sia nella prova a squadre ed una terza medaglia d'oro nel bersaglio mobile 100 metri colpo singolo a squadre. Alle Olimpiadi di Parigi 1924 ha difeso i due titoli olimpici dei 100 metri colpo doppio individuale e colpo singolo a squadre, mentre vinse la medaglia d'argento nei 100 metri colpo doppio a squadre.
Inoltre, sia alle Olimpiadi del 1920 che alle Olimpiadi del 1924 ha partecipato alle gare di tiro a volo nella specialità della fossa olimpica.